# Joe Philbin
Joseph „Joe“ Philbin (* 2. Juli 1961 in Springfield, Massachusetts) ist ein US-amerikanischer American-Football-Trainer. Als Offensive Coordinator der Green Bay Packers war er beteiligt am Gewinn des Super Bowl XLV. Derzeit ist er Assistenztrainer für die Offensive Line bei den Dallas Cowboys in der National Football League.

## Karriere
Seine ersten Trainererfahrungen sammelte er zwischen 1984 und 2002 als Trainer der Offensive Line und Offensive Coordinator an diversen Colleges, u. a. der Northeastern University, Harvard und Iowa. 2003 begann sein Engagement bei den Green Bay Packers, wo er als Assistenztrainer für die Offensive Line und die Tight Ends zuständig war.
Zwischen 2007 und 2011 war Philbin Offensive Coordinator bei den Packers. Hier konnte er durch gute statistische Werte seiner Offense überzeugen. 28,3 Punkte pro Spiel, 267 erzielte Touchdowns, 170 durch Würfe erzielte Touchdowns und durchschnittlich 372,8 Yards Raumgewinn bedeuteten Platz 3 im Ligaranking.
Im Anschluss wurde er zum Head Coach der Miami Dolphins ernannt. Hier konnte er in etwas mehr als drei Saisons nur 24 Siege bei 28 Niederlagen erreichen.
In der Saison 2016 und 2017 stand er als Assistenz-Cheftrainer und wiederum als Offensive Coordinator für die Indianapolis Colts an der Seitenlinie.
Zur Saison 2018 kehrte Philbin als Offensive Coordinator zu den Green Bay Packers zurück. Nachdem Mike McCarthy Mitte der Saison entlassen worden war, wurde Philbin zum Interims-Head-Coach der Packers ernannt. Die Packers konnten unter ihm eine 2:2-Bilanz erzielen.
2020 wurde er der Assistenztrainer für die Offensive Line bei den Dallas Cowboys, nachdem Mike McCarthy Head Coach der Cowboys wurde.

## Bilanzen als Head Coach
| Team       | Saison     | Regular Season | Regular Season | Regular Season | Regular Season | Regular Season | Postseason | Postseason  | Postseason | Postseason |
| Team       | Saison     | Siege          | Niederlagen    | Unentschieden  | Siegquote      | Ergebnis       | Siege      | Niederlagen | Siegquote  | Ergebnis   |
| ---------- | ---------- | -------------- | -------------- | -------------- | -------------- | -------------- | ---------- | ----------- | ---------- | ---------- |
| MIA        | 2012       | 7              | 9              | 0              | .438           | 2. AFC East    | —          | —           | —          | —          |
| MIA        | 2013       | 8              | 8              | 0              | .500           | 3. AFC East    | —          | —           | —          | —          |
| MIA        | 2014       | 8              | 8              | 0              | .500           | 3. AFC East    | —          | —           | —          | —          |
| MIA        | 2015       | 1              | 3              | 0              | .250           | (entlassen)    | —          | —           | —          | —          |
| MIA Gesamt | MIA Gesamt | 24             | 28             | 0              | .462           |                | 0          | 0           | .000       |            |
| GB*        | 2018       | 2              | 2              | 0              | .500           |                |            |             |            |            |
| GB Totals  | GB Totals  | 2              | 2              | 0              | .500           |                |            |             |            |            |
| Total      | Total      | 26             | 30             | 0              | .464           |                | 0          | 0           | .000       |            |

* – Interims-Head-Coach

## Persönliches
Philbin besuchte das Washington & Jefferson College in Washington, Pennsylvania und machte dort 1984 seinen Abschluss. Anschließend studierte er an der Tulane University in New Orleans und erhielt dort 1986 einen Master.
Philbin ist verheiratet und hat sechs Kinder.